# Otolaryngologic Clinics of North America
Otolaryngologic Clinics of North America is een internationaal, aan collegiale toetsing onderworpen wetenschappelijk tijdschrift op het gebied van de otorinolaryngologie.
De naam wordt in literatuurverwijzingen meestal afgekort tot Otolaryngol. Clin.
Het wordt uitgegeven door Elsevier en verschijnt tweemaandelijks.
Het eerste nummer verscheen in 1968.